# Plomada
|  | Per a altres significats, vegeu «Plomada (ornitologia)». |

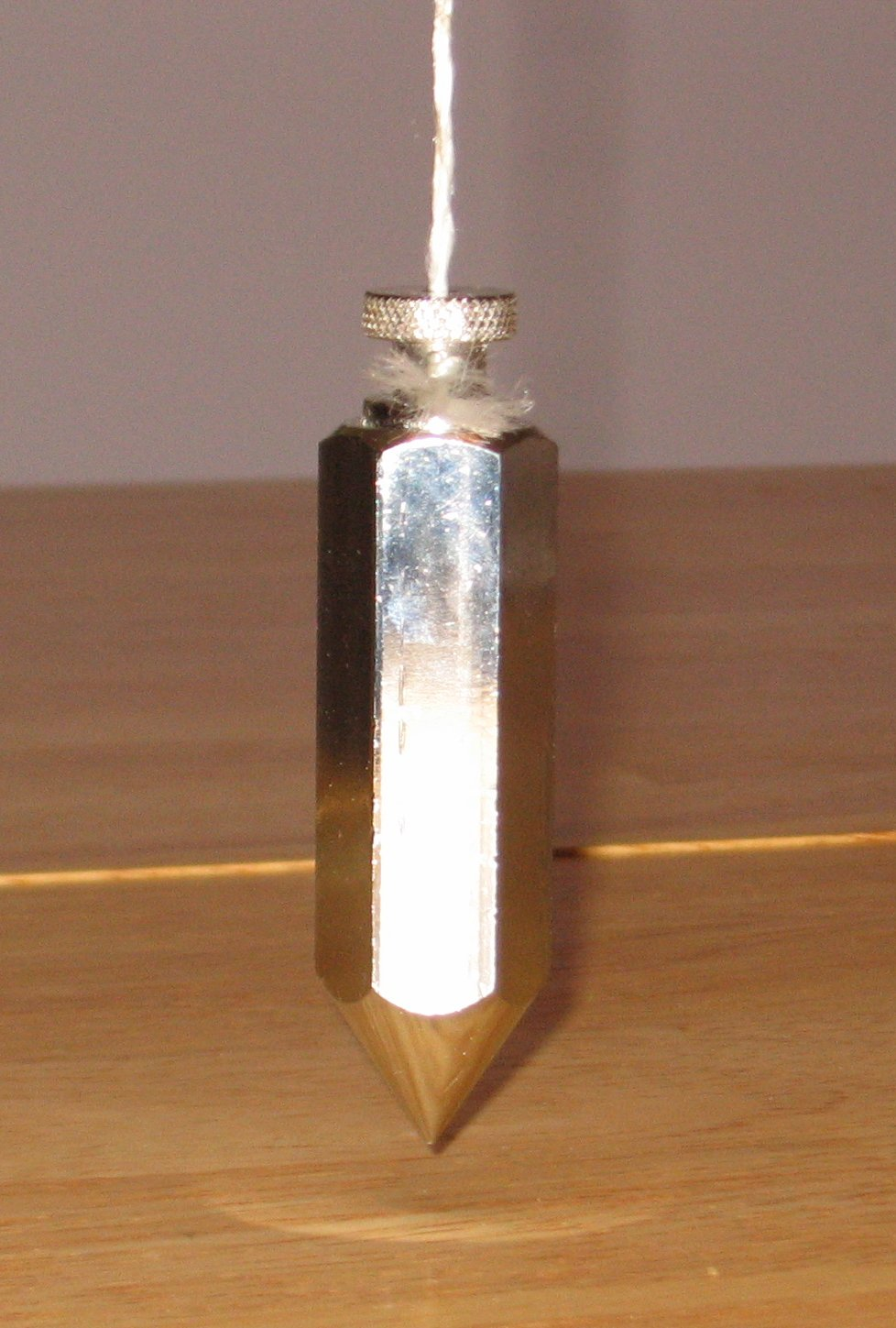
Una plomada

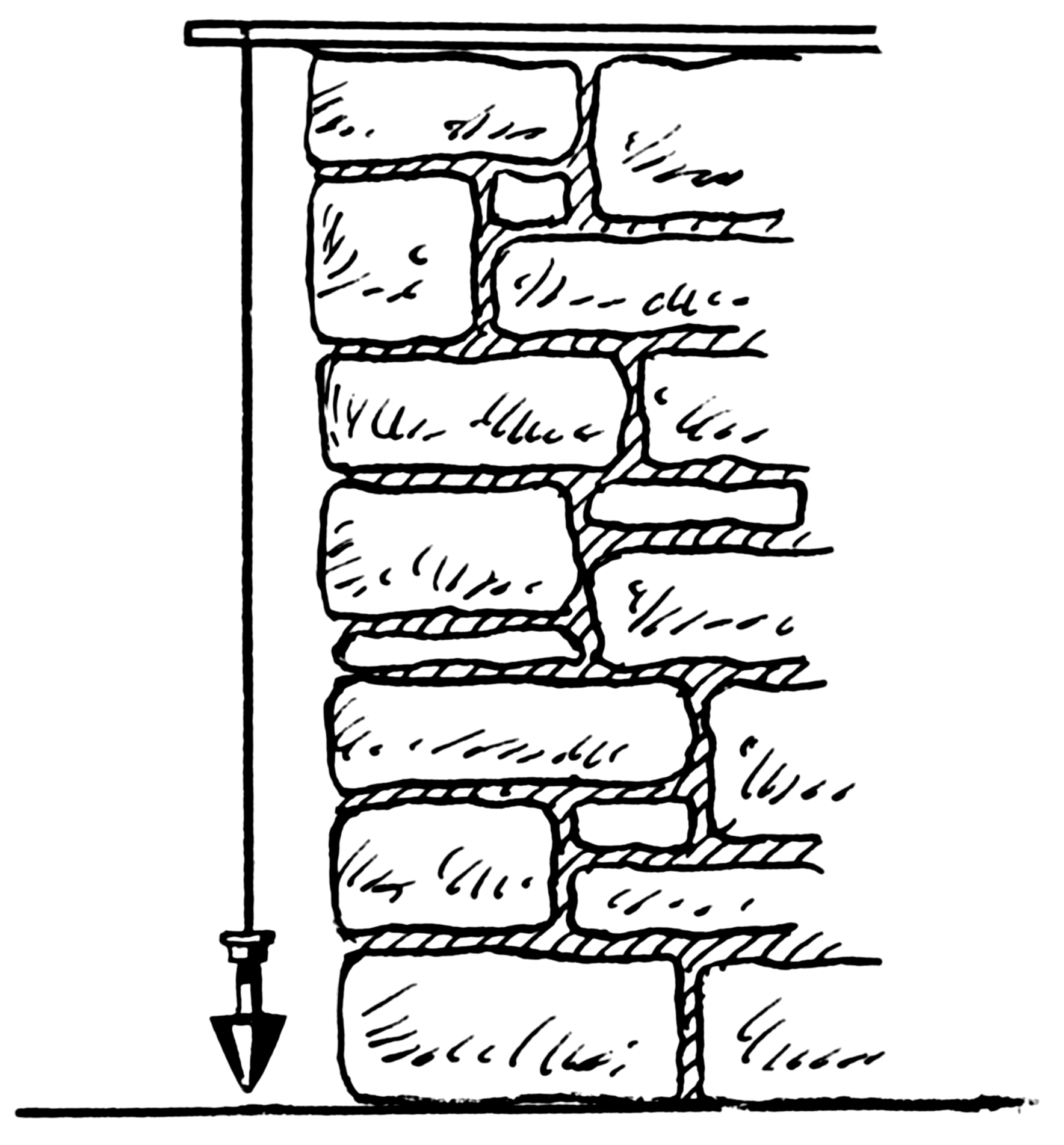
Dibuix de l'ús d'una plomada

Una plomada és un instrument de mesura utilitzat per la construcció consistent en un pes, generalment amb una punta punxeguda a la part inferior, suspès d'una corda i utilitzada com a línia de referència vertical. És essencialment l'equivalent vertical d'un nivell d'aigua. Habitualment és de metall o pedra i de forma cilíndrica o cònica, penjada d'un cordill. La paraula "plomada" prové del fet que aquestes eines estaven fetes originalment de plom.
La seva utilitat és la de senyalar una línia vertical respecte al punt des d'on se sosté. És utilitzada, generalment en l'ofici de paleta per a la construcció de murs, per tal que siguin lo més verticals possible. Existeixen equips làser que podrien arribar a substituir la plomada convencional, però el baix cost i la facilitat d'ús juguen en favor de la plomada clàssica, sobretot en obres petites. La plomada també es pot utilitzar per mesurar les profunditats dels fluids.
S'utilitza almenys des de l'època antiga d'Egipte per assegurar que les construccions fossin verticals. També s'utilitza en l'agrimensura per establir el nadir respecte a la gravetat d'un punt de l'espai. S'utilitza amb una varietat d'instruments (incloent nivells, teodolits i cintes d'acer) per establir l'instrument exactament sobre un marcador d'enquesta fixat o per transcriure posicions al terra per col·locar un marcador.